# Pierre Marie Arthur Morelet
Pierre Marie Arthur Morelet (Lays, Doubs, 26 de agosto de 1809 — Velars, perto de Dijon, 9 de outubro de 1892) foi um naturalista especializado no campo da malacologia. Era especialista na malacologia do norte da África.

## Biografia
Casou com Noémie de Folin, irmão do malacologista Léopold de Folin.
Apaixonado pelas viagens de exploração biológica, percorreu a Itália, a Córsega e a Sardenha, tendo permanecido mais de dois anos na Argélia, ao tempo uma colónia francesa. Visitou a Espanha e Portugal no ano de 1844, viagem de que resultou uma descrição dos moluscos encontrado na Península Ibérica. Viajou pelas Caraíbas e América Central nos anos de 1846 e 1847, visitando Cuba, a ilha dos Pinheiros (isla de Pinos), a Península do Iucatão, a região de El Petén e o estado de Veracruz, publicando vários volumes sobre os moluscos da região e o relato das suas viagens.
Percorreu os Açores em 1857, na companhia de Henri Drouët, tendo visitado todas as ilhas com excepção da ilha de São Jorge, naquela que foi a sua última viagem de exploração. Desta viagem resultaram várias publicações de grande interesse para o conhecimento da fauna e flora do arquipélago.
A sua biblioteca era considerada de grande valor no campo da malacologia e deixou uma colecção de conchas terrestres e fluviais com mais de 28 000 exemplares. Publicou várias obras literárias e múltiplos artigos sobre moluscos, em boa parte no Journal de Conchyliologie (entre 1850 e 1890), do qual era colaborador assíduo.
Foi presidente honorário da Académie de Dijon e cavaleiro da Legião de Honra e da Ordem de Cristo.
Entre as espécies por ele descritas conta-se Cyclophorus horridulum (Morelet, 1882), uma espécie de gastrópode endémica em Mayotte.
O seu apelido foi usado como epónimo na constituição do binome das seguintes espécies:
- Agalychnis moreletii (A.M.C. Duméril, 1853)
- Crocodylus moreletii A.H.A. Duméril & Bibron, 1851
- Mesaspis moreletii (Bocourt, 1871)
- Ommatoiulus moreletii (Lucas, 1860)
- Clavator moreleti  Crosse & Fischer, 1868
- Conus moreleti Crosse, 1858
- Edentulina moreleti (Adams, 1868)
- Leidyula moreleti (Fischer, 1871)
- Letourneuxia moreleti (P. Hesse 1884)
- Onoba moreleti Dautzenberg, 1889
- Patella moreleti Drouet, 1858

## Obras publicadas
Entre muitas outras, é autor das seguintes obras:
- Testacea novissima insulae Cubanae et Americae Centralis, 1849-1851.
- Voyage dans l'Amérique Centrale (2 vols.), 1857.
- Rapport a sa magesté le roi de Portugal sur un voyage d'exploration scientifique aux iles Açores exécuté par MM. Arthur Morelet et Henri Drouet (em conjunto com Henri Drouet). Troyes : Bouquot imprimeur libraire, 1858.
- Morelet A. (1845). Description des mollusques terrestres et fluviatiles du Portugal. pp. [1–3], I–VII, 1–116, Pl. I–XIV. Paris. (Bailliere). scan
- Morelet A. (1860). Iles Açores. Notice sur l'histoire naturelle des Açores suivie d'une description des mollusques terrestres de cet archipel. scan